# Foiano di Val Fortore
Foiano di Val Fortore là một đô thị ở tỉnh Benevento in the Italian region of Campania, có vị trí khoảng 80 km về phía đông bắc của Napoli và khoảng 30 km về phía đông bắc của Benevento. Tại thời điểm ngày 31 tháng 12 năm 2004, đô thị này có dân số 1.539 người và diện tích là 40,7 km².
Foiano di Val Fortore giáp các đô thị: Baselice, Molinara, Montefalcone di Val Fortore, Roseto Valfortore, San Bartolomeo in Galdo, San Giorgio La Molara, San Marco dei Cavoti.